# Kompas (sterrenbeeld)

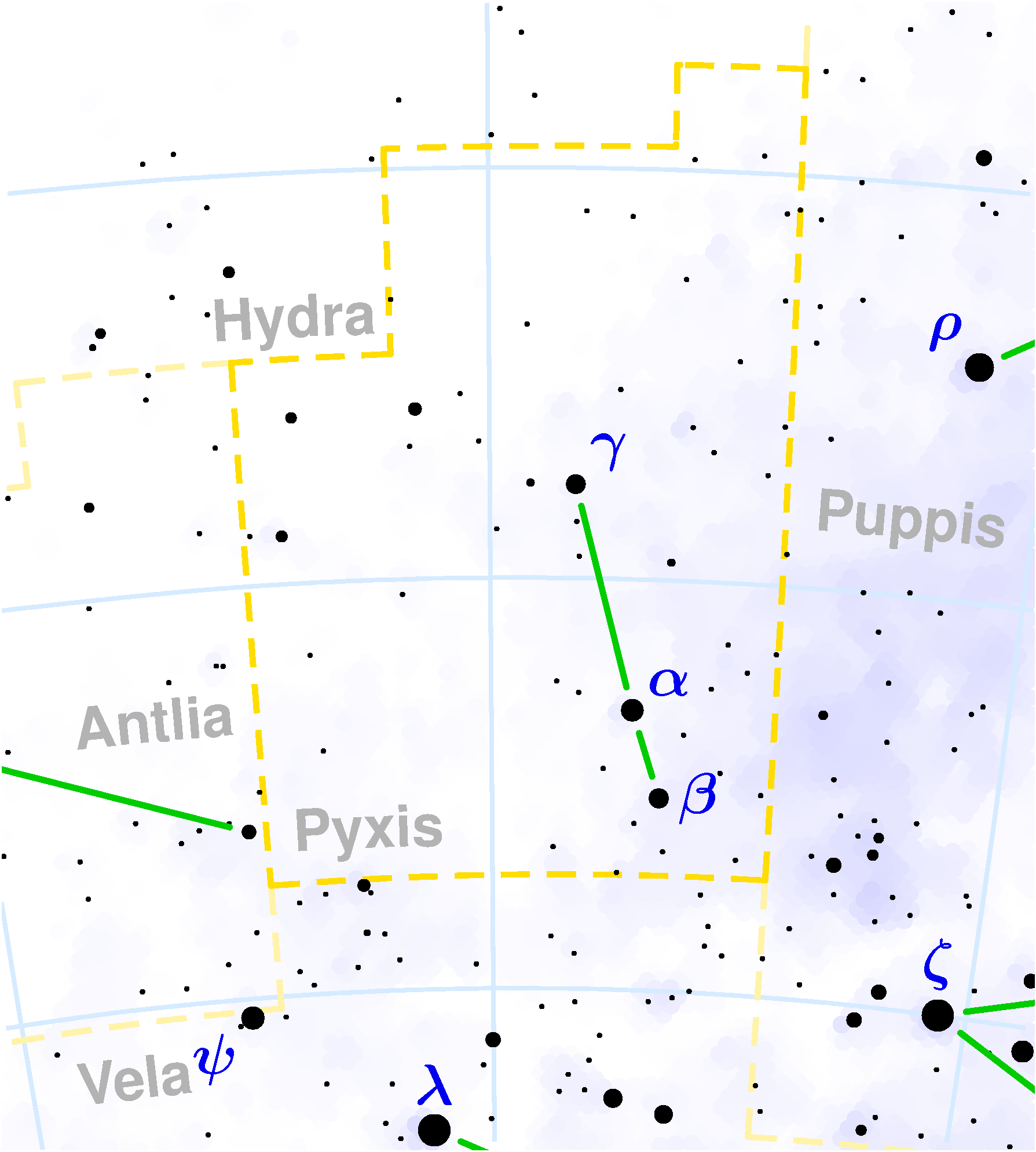
Kaart van het sterrenbeeld Kompas.

Kompas (Pyxis, afkorting Pyx) is een onopvallend sterrenbeeld aan de zuidelijke hemelkoepel, liggende tussen rechte klimming 8u26m en 9u26m en tussen declinatie −17° en −37°. Op de breedte van de Benelux komt het nooit ver boven de zuidelijke horizon uit en is het nauwelijks te zien.
Het sterrenbeeld werd in 1752 ingevoerd door Lacaille. De oorspronkelijke benaming was Pyxis Nautica (= Scheepskompas).
Samen met de sterrenbeelden Kiel (Carina), Achtersteven (Puppis) en Zeilen (Vela) maakt Kompas deel uit van het klassieke sterrenbeeld Schip Argo, wat tegenwoordig geen officieel sterrenbeeld meer is.

## Sterren
Het sterrenbeeld heeft geen heldere sterren, de helderste, alpha Pyxidis, heeft magnitude 3,68.

## Telescopisch waarneembare objecten

### New General Catalogue(NGC)
NGC 2613, NGC 2627, NGC 2635, NGC 2658, NGC 2663, NGC 2717, NGC 2772, NGC 2818, NGC 2821, NGC 2883, NGC 2888, NGC 2891

### Index Catalogue (IC)
IC 2469

## Aangrenzende sterrenbeelden
(met de wijzers van de klok mee)
- Waterslang (Hydra)
- Achtersteven (Puppis)
- Zeilen (Vela)
- Luchtpomp (Antlia)